# كين رالستون
كين رالستون (بالإنجليزية: Ken Ralston)‏ (و. 1954  م) هو فنان أمريكي، ولد في الولايات المتحدة.

## جوائز وترشيحات
حصل على جوائز منها:
جوائز
- جائزة الأوسكار لأفضل تأثيرات بصرية، عن عمل: الموت أصبح هي (1986)
- جائزة الأوسكار لأفضل تأثيرات بصرية، عن عمل: الموت أصبح هي (1989)
- جائزة الأوسكار لأفضل تأثيرات بصرية، عن عمل: الموت أصبح هي (1993)
- جائزة الأوسكار لأفضل تأثيرات بصرية، عن عمل: الموت أصبح هي (1995)
- جائزة الأوسكار لأفضل تأثيرات بصرية، عن عمل: شرنقة (1986)
- جائزة الأوسكار لأفضل تأثيرات بصرية، عن عمل: شرنقة (1989)
- جائزة الأوسكار لأفضل تأثيرات بصرية، عن عمل: شرنقة (1993)
- جائزة الأوسكار لأفضل تأثيرات بصرية، عن عمل: شرنقة (1995)
- جائزة الأوسكار لأفضل تأثيرات بصرية، عن عمل: فورست غامب (1986)
- جائزة الأوسكار لأفضل تأثيرات بصرية، عن عمل: فورست غامب (1989)
- جائزة الأوسكار لأفضل تأثيرات بصرية، عن عمل: فورست غامب (1993)
- جائزة الأوسكار لأفضل تأثيرات بصرية، عن عمل: فورست غامب (1995)
- جائزة الأوسكار لأفضل تأثيرات بصرية، عن عمل: من ورط الأرنب روجر (1986)
- جائزة الأوسكار لأفضل تأثيرات بصرية، عن عمل: من ورط الأرنب روجر (1989)
- جائزة الأوسكار لأفضل تأثيرات بصرية، عن عمل: من ورط الأرنب روجر (1993)
- جائزة الأوسكار لأفضل تأثيرات بصرية، عن عمل: من ورط الأرنب روجر (1995)
- جائزة الأوسكار للإنجاز المميز [الإنجليزية]‏، عن عمل:  عودة الجيداي (1984)

ترشيحات
- جائزة الأوسكار لأفضل تأثيرات بصرية
- جائزة الأوسكار لأفضل تأثيرات بصرية، عن عمل: أليس في بلاد العجائب
- جائزة الأوسكار لأفضل تأثيرات بصرية، عن عمل: العودة إلى المستقبل 2
- جائزة الأوسكار لأفضل تأثيرات بصرية، عن عمل: الموت أصبح هي
- جائزة الأوسكار لأفضل تأثيرات بصرية، عن عمل: شرنقة
- جائزة الأوسكار لأفضل تأثيرات بصرية، عن عمل: فورست غامب
- جائزة الأوسكار لأفضل تأثيرات بصرية، عن عمل: من ورط الأرنب روجر

ترشح لـ:
- جائزة الأوسكار لأفضل تأثيرات بصرية، عن عمل: Dragonslayer (1981 film) [الإنجليزية]‏
- جائزة الأوسكار لأفضل تأثيرات بصرية، عن عمل: الموت أصبح هي
- جائزة الأوسكار لأفضل تأثيرات بصرية، عن عمل: فورست غامب
- جائزة الأوسكار لأفضل تأثيرات بصرية، عن عمل: العودة إلى المستقبل 2
- جائزة الأوسكار لأفضل تأثيرات بصرية، عن عمل: شرنقة
- جائزة الأوسكار لأفضل تأثيرات بصرية، عن عمل: من ورط الأرنب روجر
- جائزة الأوسكار لأفضل تأثيرات بصرية، عن عمل: أليس في بلاد العجائب.

## وصلات خارجية
- كين رالستون على موقع IMDb (الإنجليزية)
- كين رالستون على موقع أول موفي (الإنجليزية)
- كين رالستون على موقع قاعدة بيانات الفيلم (الإنجليزية)